# Бельварош

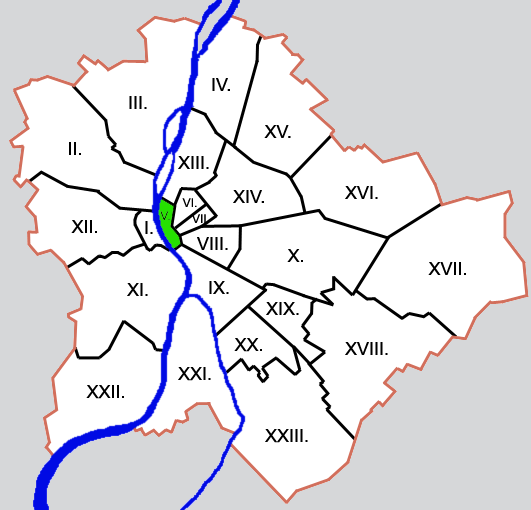
Бельварош составляет южную часть V административного округа (выделен на карте зелёным)

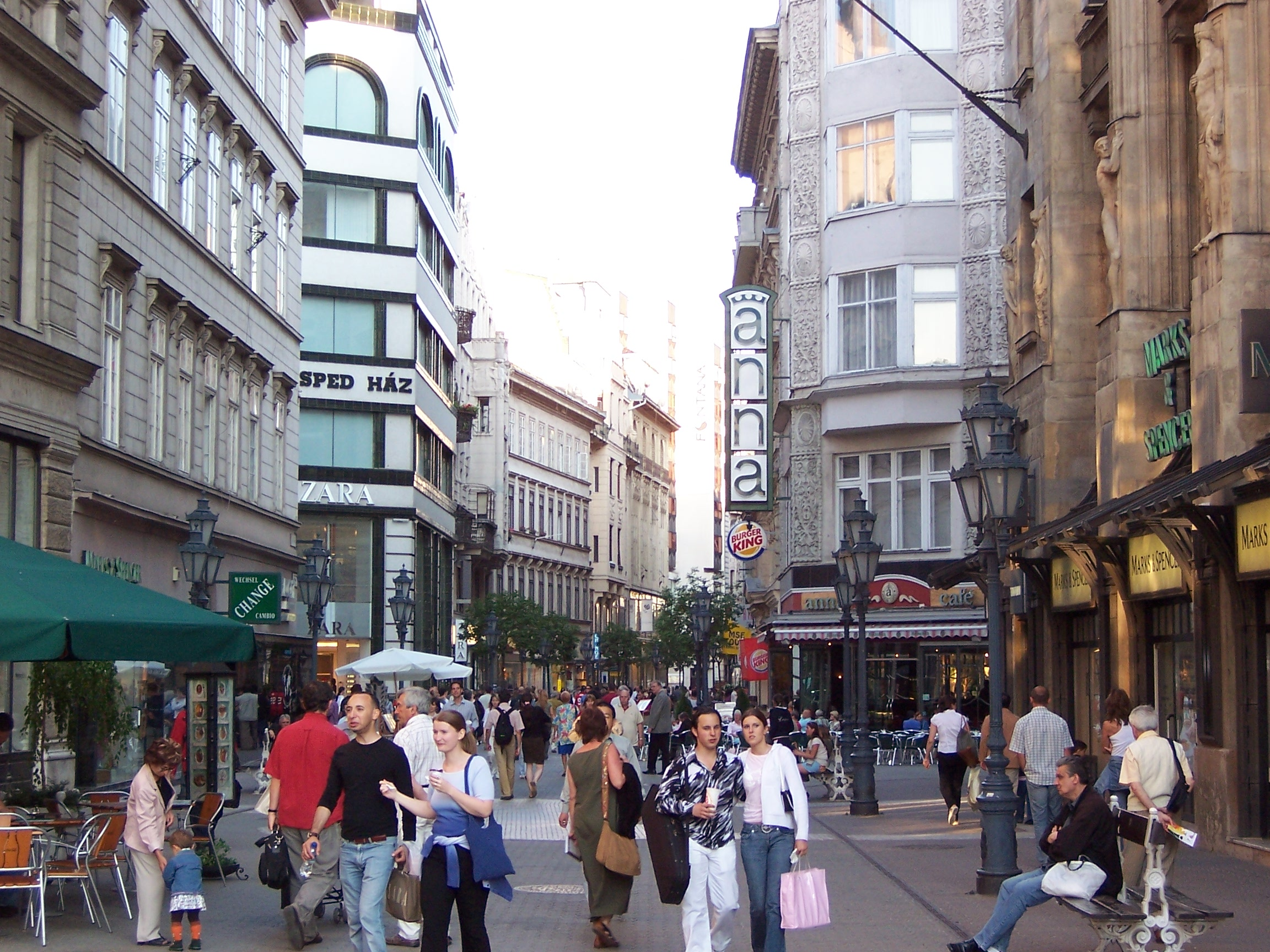
Улица Ваци

Бельварош (венг. Belváros) — исторический район Будапешта, представляет собой исторический центр Пешта внутри бывших городских стен. Район находится на левом берегу Дуная между Цепным мостом Сеченьи и мостом Свободы. Расположен южнее Липотвароша и вместе с ним составляет V административный округ венгерской столицы (Бельварош-Липотварош).
Название переводится, как «Внутренний город». С запада он ограничен Дунаем, с трёх других сторон малым кольцом бульваров (Kiskörút), проложенных на месте бывших городских стен.
Бельварош — средоточие культурной и туристической активности Пешта. Здесь расположено множество отелей, ресторанов, турагентств, торговых точек, объектов культуры. Через весь Бельварош параллельно Дунаю идёт главная торговая улица Будапешта — улица Ваци.
В Бельвароше находится главный транспортный узел венгерской столицы — площадь Ференца Деака, на которой пересекаются три линии будапештского метрополитена (станция Деак Ференц тер) и проходит множество маршрутов наземного транспорта.
В районе расположено множество исторических и культурных достопримечательностей. Среди главных:

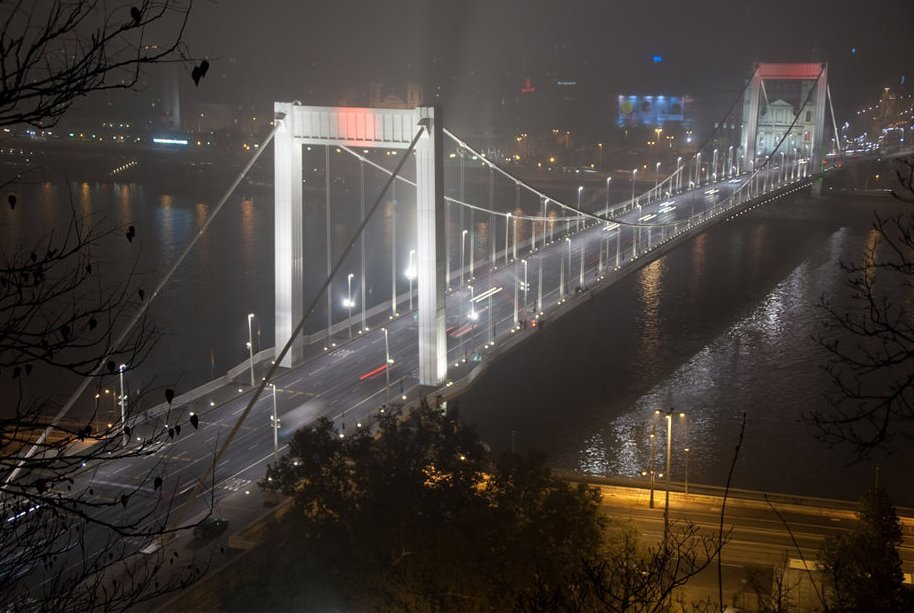
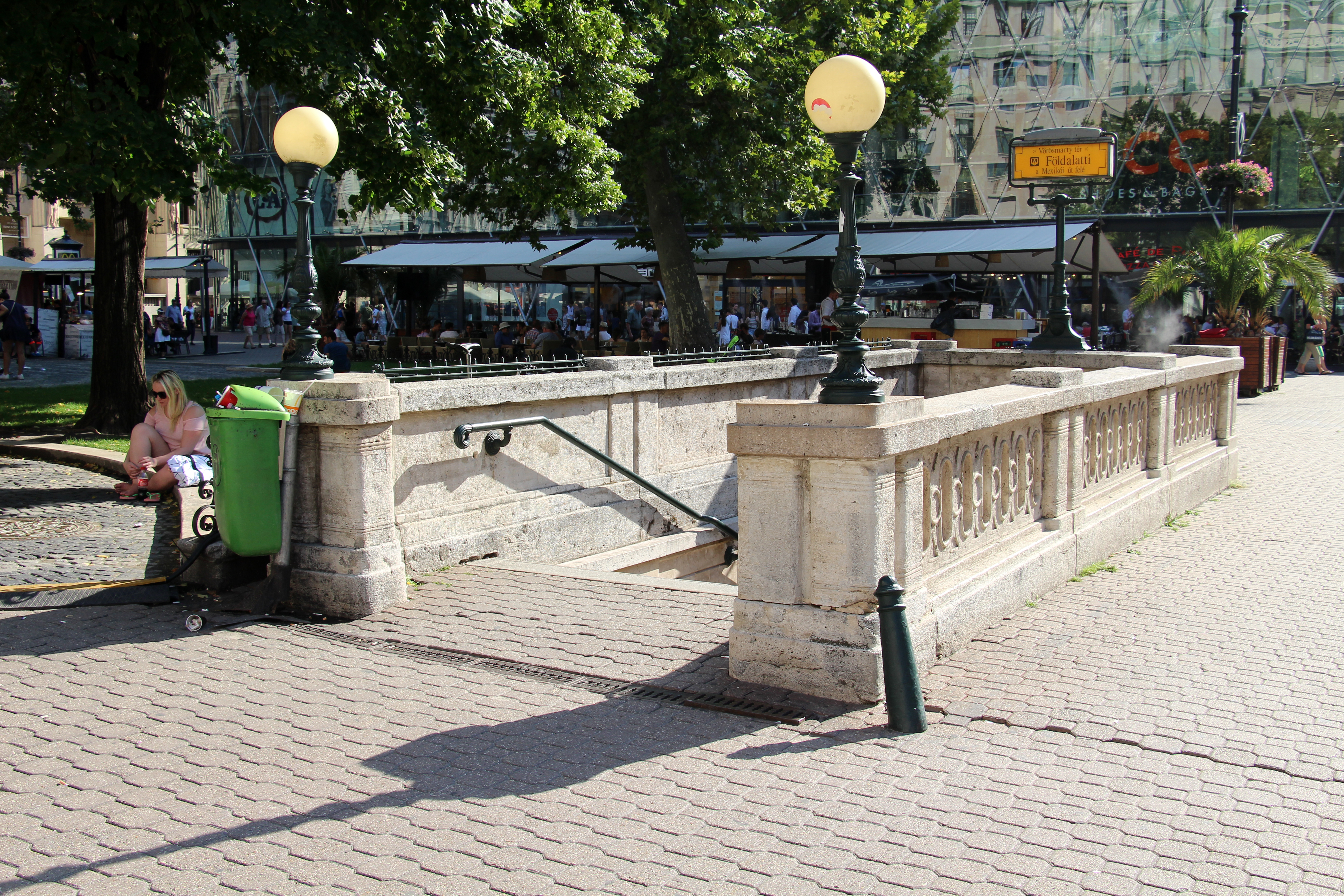
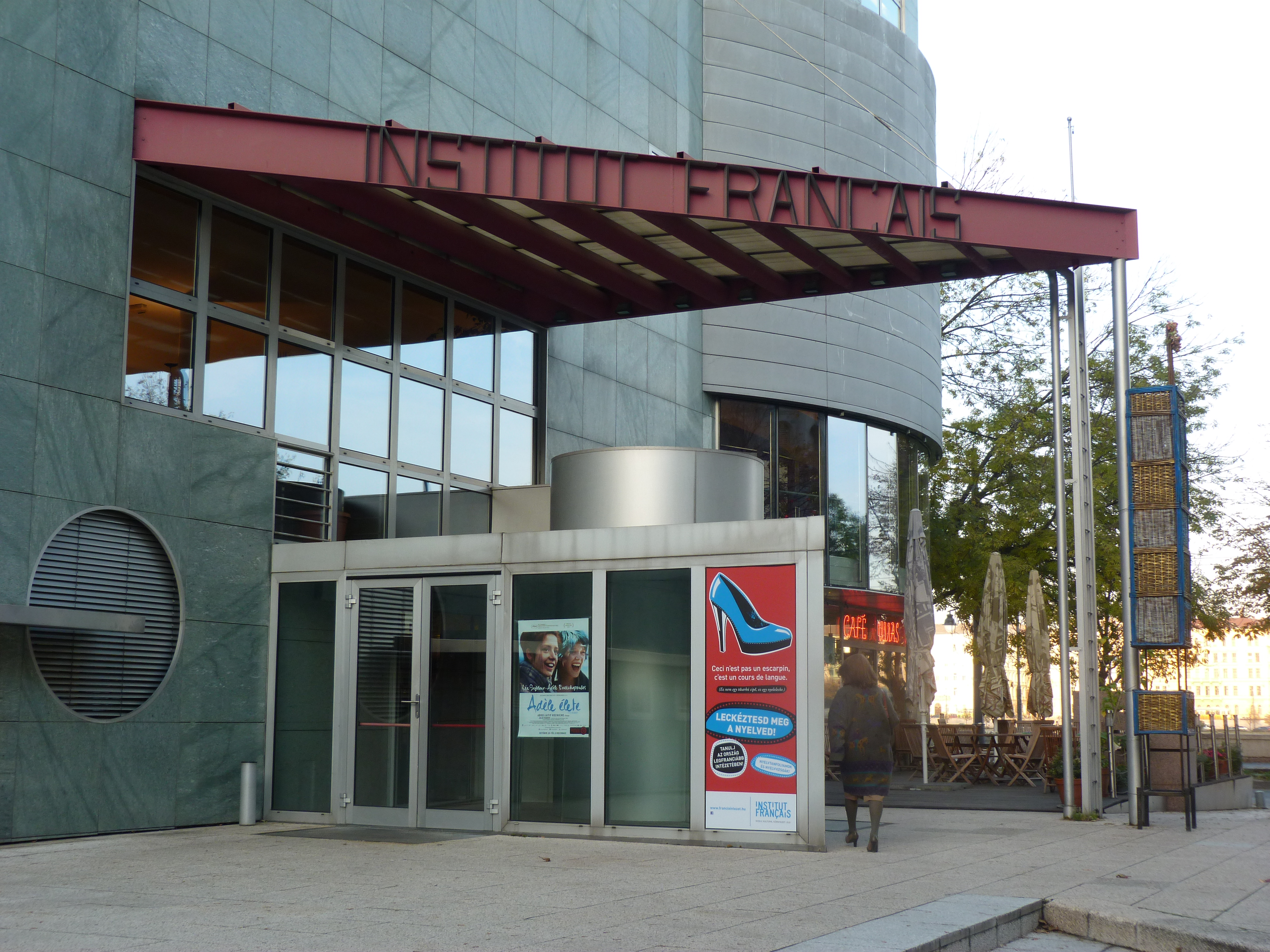
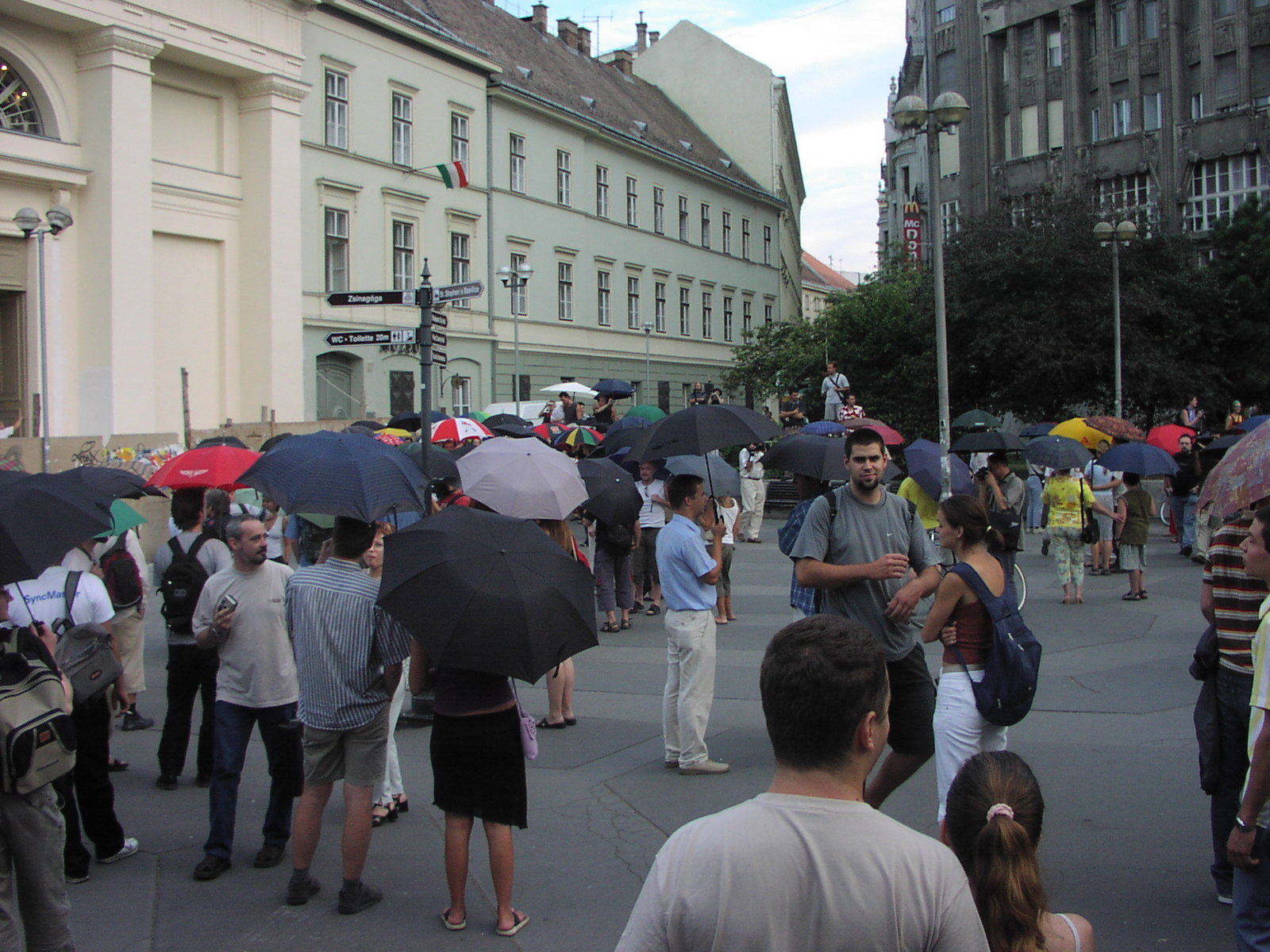

- Площадь Вёрёшмарти
- Улица Ваци
- Площадь Ференца Деака
- Концертный зал Вигадо
- Цепной мост Сеченьи
- Мост Эржебет
- Мост Свободы
- Кафе Жербо
- Дунайский дворец
- Церковь сервитов